# Garrapiñada

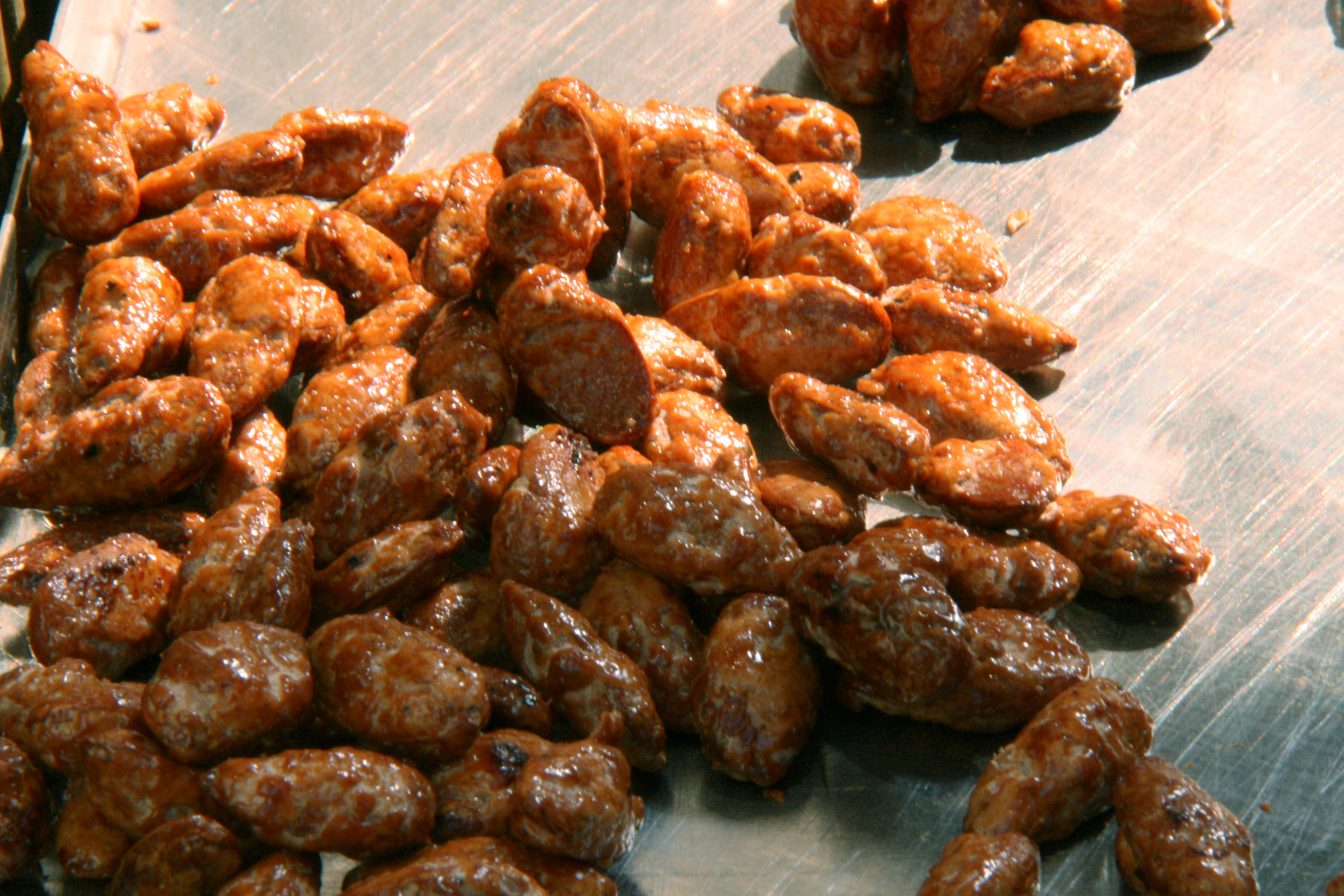
Ametlles gar(r)apinyades.

La garrapiñada, garrapiñada de cacahuate, garrapiñado, garapiñado o maní confitado és un snack dolç elaborat amb cacauet pelat, sucre i essències (usualment de vainilla). L'almívar resultant del procés de cocció es redueix fins a crear el fenomen anomenat «d'inversió del sucre». És a dir, que aquest es cristal·litza novament, però resta gebrada sobre el cacahuate cobrint així tota la seva superfície. Després es caramel·litza, creant la textura dolça i crocant que el caracteritza. El nom d'aquest dolç deriva de «gar(r)apinyar », que significa «banyar llaminadures en el regal que forma grumolls».
L'origen d'aquest menjar és incert. D'acord amb la Encyclopedia of American Food and Drink els antics egipcis ja preservaven les nous i fruites amb mel. Així mateix, Alan Davidson a Oxford Companion to Food, assenyala que «el torró de cacauet és un dolç simple i antic i s'elabora d'ençà de segles en molts països». És molt similar a alguns tipus de nous amb mel, com el croquant de Provença fet amb sucre, mel i ametlles o el croccante italià amb sucre, llard i ametlles. Elaboracions similars amb nous, festucs, ametlles, anacards o llavors de sèsam són molt populars en el món àrab. Segons Stuart Berg Flexner «a la fi dels anys 1850 la gent (als Estats Units) parlava de caramels de cacauet, caramels de melassa i cacauet o torró de cacauet».

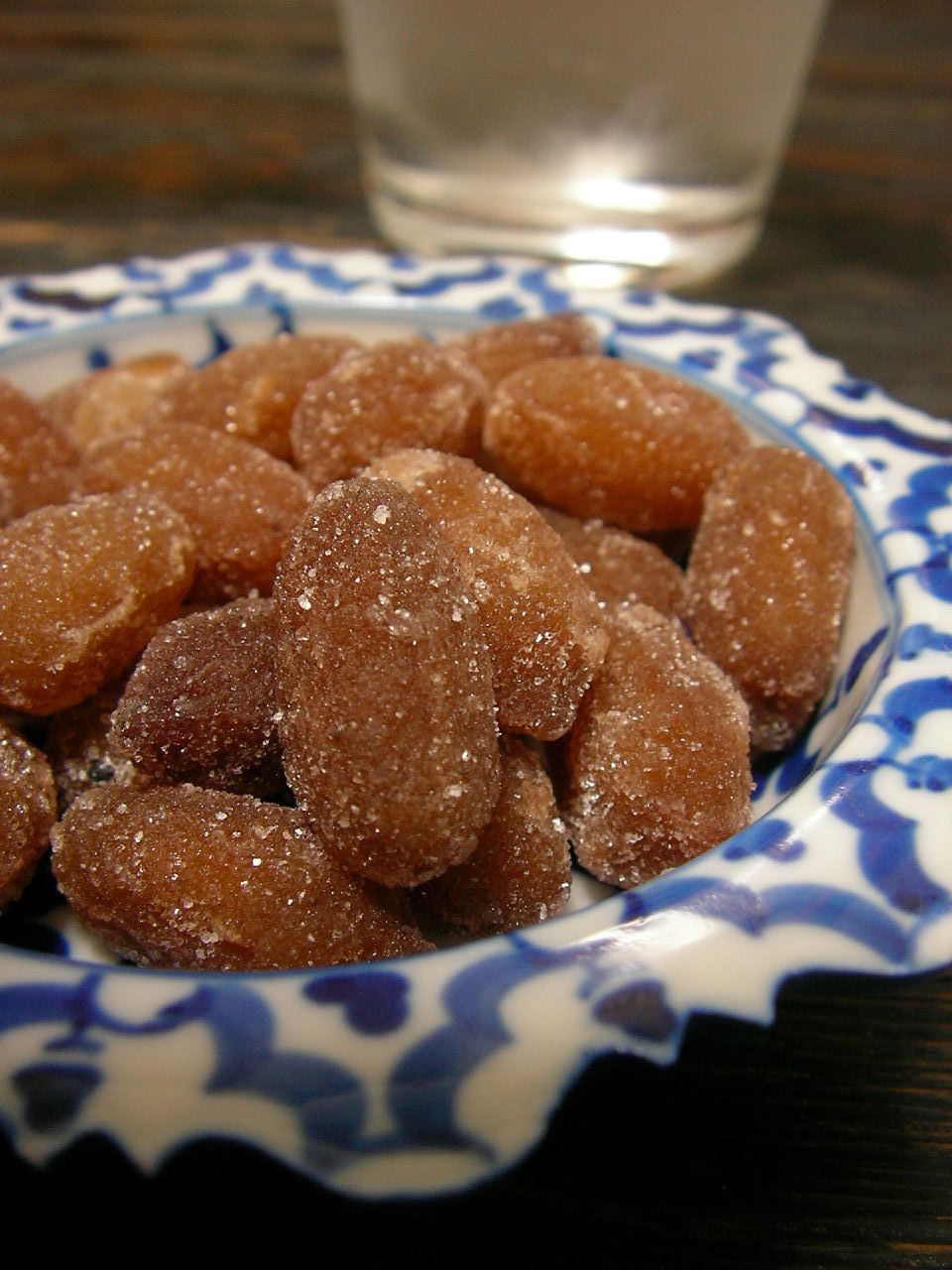
Amanattō de cacauet.

La primera recepta de garrapiñada coneguda (peanut candy) és la d'Emma Paddock Telford en el seu llibre de 1908 The Evening Telegram Cook Book, encara que, en rigor, difereix del snack en què no portava vainilla i recomanava de deixar refredar els cacauets caramel·litzats per a després tallar-los en quadrats.
La garrapiñada és molt comuna en països d'Amèrica Llatina com l'Argentina, l'Equador, el Perú, Xile, Mèxic i l'Uruguai on és venuda en petits paquets per venedors al carrer o supermercats, majoritàriament en els mesos de tardor i hivern o a l'Argentina al desembre per Nadal. En altres països també es consumeixen amb variants en la seva elaboració. Al Japó s'elabora el amanattō, un dolç tradicional originalment elaborat amb mongetes azuki, encara que hi ha versions del amanattō de cacauet. A Àsia són populars algunes receptes de halva amb cacauet enter cuit amb sucre de palma.
Si bé la garrapiñada s'elabora a partir del cacauet, es pot fer a partir de qualsevol fruita seca o llavor. A Espanya són comuns les ametlles garapinyades.